# Peniocereus maculatus
Peniocereus maculatus är en kaktusväxtart som först beskrevs av Weing., och fick sitt nu gällande namn av Cutak. Peniocereus maculatus ingår i släktet Peniocereus och familjen kaktusväxter. Inga underarter finns listade i Catalogue of Life.